# 삼자경
《삼자경》(三字經)은 옛 중국에서 어린이에게 한자를 가르치는 데 쓰던 교재이다. ‘세 글자로 된 책’이라는 제목처럼 모든 구절이 세 글자로 되어 있는 것이 특징이다. 저자와 저술 시기는 확실하지 않지만 송나라 때 왕응린이 지었다는 설이 일반적이다. 《백가성》·《천자문》과 더불어 ‘삼·백·천’(三百千)이라 불리던 대표적 한자 학습서였다.

## 역사
일반적으로 삼자경은 왕응린(王應麟, 1223-1296)이 송나라 말기나 원나라 초기에 지었다고 생각된다. 왕응린은 아동 교육에 관심이 많았던 학자로 알려져 있다. 그 밖에 송나라 말기에 구적자(區適子, 1234-1324)가 지었다는 설이나 명나라 말기에 여정(黎貞)이 지었다는 설, 알 수 없는 저자가 지었지만 후대에 왕응린의 이름이 붙었다는 설 등이 있다.
삼자경에는 여러 판본이 있으나 원본은 356구 1068자로 되어 있다. 중복되는 글자를 제외하고 모두 512개의 서로 다른 한자가 쓰였다. 여기에 후대의 사람들이 후대의 역사적 사건 등에 관한 내용을 덧붙이기도 했다. 예를 들어 민국 초기에 장빙린이 지은 중정본(重訂本)은 중화민국 건국까지의 역사를 담은 120구를 덧붙여 476구 1428자가 되었다. 주해나 삽화가 포함된 판본도 많다. 1796년에는 삼자경의 만주어 번역이 나왔다.
가장 유명한 영어 판본은 영국의 중국학자 허버트 자일스가 1900년에 번역하고 1910년에 개정한 판이다. 그 이전에도 1812년에 로버트 모리슨이, 1856년에 솔로몬 시저 말란과 홍수전이, 1864년에 스타니슬라스 쥘리앙이 각각 영어로 번역한 바 있지만 자일스는 (본인이 19세기 말에 번역했던 것과 마찬가지로) 부정확한 번역이라고 평가하였다.
삼자경은 일본과 조선에서도 널리 쓰였다. 그러나 조선에서는 《천자문》과 같은 대표적인 교재의 반열에는 들지 못한 것으로 보인다.

## 특징
《삼자경》의 주요한 형식적 특징은 세 글자가 한 구를 이룬다는 점이다. 《삼자경》이 나오기 전 대부분의 교재는 《천자문》과 《백가성》처럼 네 글자가 한 구를 이루는 형식이었다. 그러나 《삼자경》은 한 글자를 줄여 아이들이 읽고 외우기 쉽게 했다는 특징이 있다. 이는 이후에 3자 1구 형식의 다른 교재들이 등장하는 출발점이 되었다.
또다른 특징은 대체로 네 구절이 한 문장(또는 ‘하나의 뜻’)을 이룬다는 점이다. 이때 두 번째와 네 번째 구절은 압운을 넣어 암송하기 쉽게 했다. 원본을 기준으로 87개 문장 중 84개가 이러한 형식을 하고 있으며, 그 밖에 2구·8구·10구로 된 문장도 하나씩 있다.
내용 면에서 《삼자경》은 배움의 필요성에 대한 강조, 유교의 도덕과 윤리, 한문 고전의 간단한 해설, 중국의 역사·민속·지리, 자연과 우주에 대한 지식 등 다양한 주제를 담고 있다. 애초에 아동을 위해 지은 교재가 아닌 《천자문》과 비교할 때, 《삼자경》은 쉬운 글자를 쓴 일상적이고 소박한 문장들로 되어 있으며, 다루는 내용과 요구되는 배경 지식에 있어서도 글을 처음 배우는 사람에게 훨씬 쉬운 교재로 평가된다.
《삼자경》의 첫 네 구절은 맹자가 말한 것처럼 사람의 본성은 선하다는 뜻을 담고 있다. 오늘날까지도 중화권의 어린이들은 이 구절을 배워서 알고 있는 경우가 많다.
 人之初，性本善；性相近，習相遠。

 
인간은 태어나면서 본래 성품이 선하다. 본성은 서로 비슷했으나 습관에 의해 멀어진다.

## 같이 보기
- 천자문
- 백가성
- 제자규
- 훈몽자회

## 참고 문헌
- 권애영 (2015). “『삼자경(三字經)』의 구조와 사상 고찰”. 《중국학연구》 73: 3-26.
- 한예원 (2019). “동아시아 한자문화권의 文字敎育一例 - 『삼자경』의 성립과 전개 -”. 《퇴계학논집》 24: 333-359.